# Montañas Nock
Las montañas Nock  (en alemán: Nockberge o Nockgebirge) son la cordillera más occidental y más alta de los Alpes de Gurktal en Austria, repartidas entre los estados federales de Carintia, Salzburgo y Estiria. Su aspecto se caracteriza por numerosas cumbres cubiertas de hierba (Nocken). Su pico más alto es el Eisenhut en Estiria, que alcanza una altura de 2,441 m (8,009 pies) AA.
En julio de 2012, las montañas Nock y la región adyacente de Lungau fueron designadas reserva de la biosfera por la UNESCO.

## Geografía

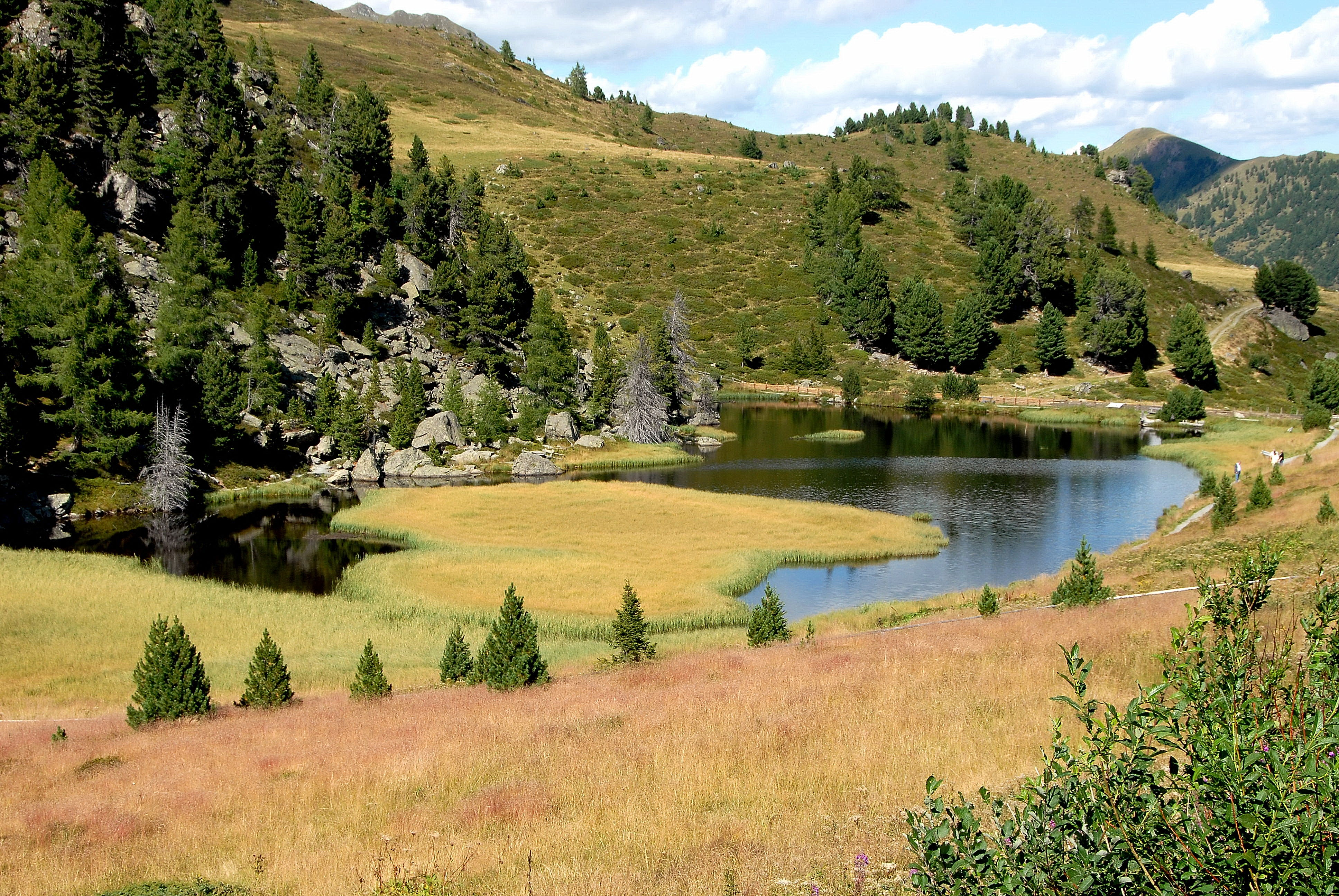
Lago Windeben en la carretera Nockalm

Como la parte más occidental de los Alpes de Gurktal, las Montañas Nock están separadas de la Baja Tauern en el norte, que se extiende hasta el puerto de Katschberg (1.641 m (AA)) en el oeste, por el río Mura. En el oeste, los ríos Lieser y Drava separan las montañas Nock del grupo Ankogel del Alto Tauern y de los Alpes Gailtal. Al sur del lago Ossiach se encuentran unidas a las montañas Sattnitz y a la cuenca de Klagenfurt, otra parte de los Alpes de Gurktal. Hacia el este, dentro de los Alpes de Gurktal están delimitados por una línea desde Gurk a través del puerto de Flattnitz (1.400 m (AA)) hasta el torrente de Paalbach.
Las montañas Nock se pueden dividir en ocho subgrupos. Al sur de  Bad Kleinkirchheim  se encuentran los stocks del macizo de Mirnock (2.110 m (AA)) con una importante prominencia topográfica de 1.343 m, el Wöllaner Nock (2.145 m (AA)) y el Gerlitzen (1.909 m (AA)) muy por encima del lago Ossiach. La región central de las montañas Nock está formada por el Millstätter Alpe (2.101 m (AA)) y el Rosennock (2.440 m (AA)), la cumbre más alta de Carintia. En el norte se encuentran los stocks del Schwarzwand (2.241 m (AA)), el Königstuhl (2.406 m (AA)) en Salzburgo, que es un punto fronterizo, y el Eisenhut (2.441 m (AA)).
A la cadena también se le ha llamado en folletos turísticos en alemán las "Montañas Nocky", una alusión a las Montañas Rocosas.

## Parque nacional

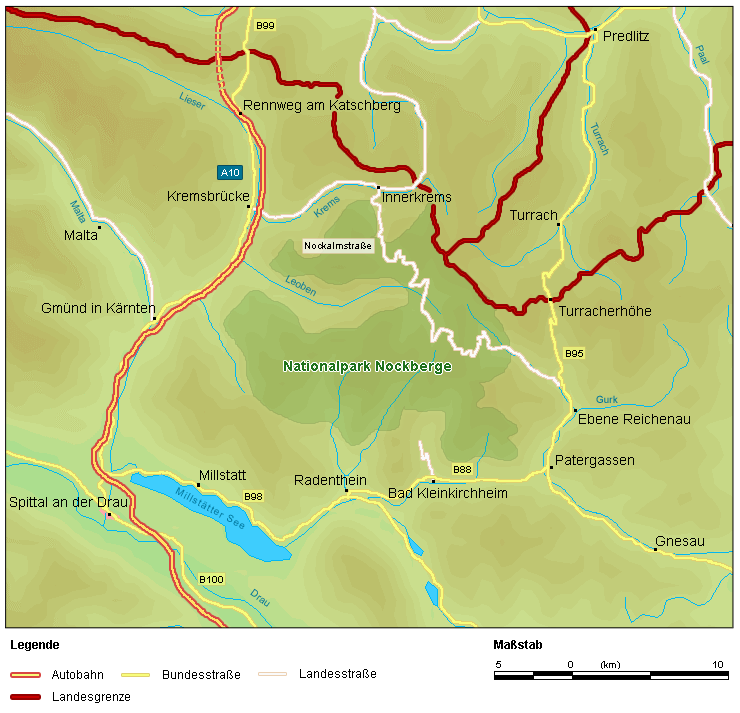
Mapa del Nationalpark

La zona central forma el parque nacional Nock Mountains establecido por el gobierno estatal de Carintia el 1 de enero de 1987. La zona más remota ya se había desarrollado con la construcción de la pintoresca carretera Nockalm desde 1979. Otros planes para establecer una estación de esquí fueron desechados por la iniciativa ciudadana y un referéndum en 1980, donde el 94% de los votantes se declararon en contra del proyecto.
A pesar de su nombre, el Nationalpark Nockberge fue designado como área protegida (Categoría V) según el sistema de categorías de áreas protegidas de la UICN. El territorio de 184 kilómetros cuadrados (71 millas cuadradas) se encuentra completamente dentro de la parte de Carintia de la cordillera, a lo largo de la frontera con Salzburgo y Estiria, que se extiende desde Krems y el valle de Lieser en el oeste hasta Reichenau en el este y hasta Bad Kleinkirchheim y Radenthein en el sur.